# Zygothrica microstoma
Zygothrica microstoma är en tvåvingeart som beskrevs av Oswald Duda 1925. Zygothrica microstoma ingår i släktet Zygothrica och familjen daggflugor. Inga underarter finns listade i Catalogue of Life.